# 青春に捧げるメロディー
| 専門評論家によるレビュー | 専門評論家によるレビュー |
| レビュー・スコア         | レビュー・スコア         |
| 出典                     | 評価                     |
| ------------------------ | ------------------------ |
| AllMusic                 | link                     |

『青春に捧げるメロディー』（せいしゅんにささげるメロディー、Dedication）は、1976年9月に発表されたベイ・シティ・ローラーズのアルバム。

## 解説
彼らにとって4枚目のオリジナル・スタジオ・アルバムであり、1976年はじめにバンドが世界的な人気の絶頂に達して以降、最初に出された新しいアルバムであった。
結成時のメンバーだったアラン・ロングミュアーは、このアルバムのレコーディング・セッションの前にイアン・ミッチェルと交代していた。このメンバー交代に伴い、ミッチェルがリズムギターとなり、スチュアート・ウッディ・ウッドがリズムギターからベースに回った。ミッチェルは、アルバムのタイトル曲「青春に棒げるメロディー (Dedication)」のボーカルも担当した。しかし、ミッチェルは同年のうちにバンドを脱退したため、それ以降にプレスされたアルバムではレスリー・マッコーエンがボーカルをとったバージョンに音源が差し替えられ、また、その後にリリースされたシングルもそちらのバージョンがリリースされた。

## トラックリスト

### イギリス盤：Bell Records #8005

#### Side one
1. レッツ・プリテンド "Let's Pretend" (Carmen)
2. すてきな君 "You're a Woman" (Eric Faulkner, Stuart Wood)
3. ロックン・ローラー "Rock 'N Roller" (Faulkner, Wood)
4. ドント・ウォリー・ベイビー "Don't Worry Baby" (Brian Wilson, Roger Christian)
5. イエスタデイズ・ヒーロー "Yesterday's Hero" (Harry Vanda, George Young)

#### Side two
1. マイ・リサ "My Lisa" (Tony Sciuto, Sammy Egorin)
2. マネー・ハニー "Money Honey" (Faulkner, Wood)
3. ロックン・ロール・ラブレター "Rock and Roll Love Letter" (Tim Moore)
4. 愛をこめたレター "Write A Letter" (Wood, Les McKeown, Ian Mitchell)
5. 青春に捧げるメロディー "Dedication" (Guy Fletcher, Doug Flett)

### 合衆国盤：Arista Records #4093

#### Side one
1. レッツ・プリテンド "Let's Pretend" (Carmen) – 3:31
2. すてきな君 "You're a Woman" (Faulkner, Wood) – 4:15
3. ロックン・ローラー "Rock 'N Roller" (Faulkner, Wood) – 3:30
4. 二人だけのデート "I Only Want to Be with You" (Mike Hawker, Ivor Raymonde) – 3:36
5. イエスタデイズ・ヒーロー "Yesterday's Hero" (Harry Vanda, George Young) – 4:33

#### Side two
1. マイ・リサ "My Lisa" (Tony Sciuto, Sammy Egorin) – 3:35
2. ドント・ウォリー・ベイビー "Don't Worry Baby" (Brian Wilson, Roger Christian) – 3:03
3. カッコー鳥 "Are You Cuckoo?" (Russ Ballard) – 4:05
4. 愛をこめたレター "Write a Letter" (Wood, McKeown, Mitchell) – 3:47
5. 青春に捧げるメロディー "Dedication" (Guy Fletcher, Doug Flett) – 3:54

### 日本盤
- 1976年に発表されたLPの日本盤は、合衆国盤と同じ曲順で、同じアリスタのレーベルからリリースされた[1]。このアルバムは、オリコンのアルバム・チャートで、11月1日付、8日付、15日付と3週連続で首位に立ち続けたが洋楽アーティストのアルバムが連続して首位をとった数少ない例の一つとなった[2]。
- 2004年には、イギリス盤LPの曲順をもとに、末尾に「二人だけのデート」、「ラヴ・ミー・ライク・アイ・ラヴ・ユー (Love Me Like I Love You)」、「ロックン・ロール・ママ・リー (Mama Li)」、「愛しのマリアンヌ (Maryanne)」の4曲のボーナス・トラックとして追加する形で14曲入りのCDがBMG/ベルによりイギリスとヨーロッパ向けにリリースされ[3]、これに合わせ同内容の日本盤CDが、BMGからリリースされた[4]。
- 2008年には、合衆国盤LPの曲順をもとに、末尾に「ロックン・ロール・ラブレター」、「マネー・ハニー」、「ラヴ・ミー・ライク・アイ・ラヴ・ユー」、「青春に捧げるメロディー」（別テイク）を追加した14曲入りのCDがBMGからリリースされた[5]。

## パーソネル
- レスリー・マッコーエン – リード・ボーカル、バッキング・ボーカル
- エリック・フォークナー –リードギター、バッキング・ボーカル、「ロックン・ローラー」における共同でのリード・ボーカル
- イアン・ミッチェル – リズムギター、バッキング・ボーカル、「青春に捧げるメロディー」におけるリード・ボーカル
- スチュアート・"ウッディ"・ウッド – ベース、バッキング・ボーカル、「ロックン・ローラー」における共同でのリード・ボーカル
- デレク・ロングミュアー – ドラムス、パーカッション、バッキング・ボーカル

## チャート
| チャート（1976年）                                           | 最高位 |
| ------------------------------------------------------------ | ------ |
| オーストラリア（ケント・ミュージック・レポート、アルバム）   | 3      |
| オーストリア（エードライ・オーストリア・トップ40、アルバム） | 21     |
| カナダ（RPM アルバム）                                       | 5      |
| フィンランド（スオメン・ヴィラリネン・リスタ、アルバム）     | 3      |
| 西ドイツ（Offizielle Top 100）                               | 5      |
| 日本（オリコンチャート、アルバム）                           | 1      |
| ニュージーランド（RIANZ、アルバム）                          | 6      |
| スウェーデン（スヴァリイェトプリストン）                     | 38     |
| スイス（シュヴァイツァー・ヒットパラーデ）                   | 5      |
| イギリス（全英アルバムチャート/OCC）                         | 4      |
| アメリカ合衆国（Billboard 200）                              | 26     |
| ジンバブエ（ZIMA）                                           | 13     |

シングル
| 年   | シングル                 | チャート             | 最高位 |
| ---- | ------------------------ | -------------------- | ------ |
| 1975 | マネー・ハニー           | 全英シングルチャート | 3      |
| 1976 | 二人だけのデート         | Billboard Hot 100    | 12     |
| 1976 | イエスタデイズ・ヒーロー | Billboard Hot 100    | 54     |
| 1977 | 青春に捧げるメロディー   | Billboard Hot 100    | 60     |